# Papa Doo Run Run
Papa Doo Run Run is een in 1965 opgerichte Amerikaanse band uit Cupertino. Ze waren gespecialiseerd in covers uit de bloeitijd van de surfmuziek uit de jaren 1960.

## Bezetting
- Don Zirilli[3] (hammond B3 orgel, keyboards)
- Jim Rush[4] (basgitaar)
- Jim Shippey[5] (drums)
- Steve Dromensk[6] (gitaar, leadzang, frontman)
- Adrian Baker [7]
- Andy Parker
- Bo Fox[8] (drums)

- Bob Gothar[9] (zang, gitaar)
- Jeffrey Foskett[10] (zang, gitaar)
- Jim Armstrong[11] (zang, gitaar)
- Mark Ward[12] (zang, gitaar)
- Randell Kirsch[13] (zang, gitaar)
- Steve Barone [14]

## Geschiedenis
Papa Doo Run Run werd geformeerd in 1965 als The Zu, daarna werd de naam gewijzigd naar Goodie Two Shoes en werd samengesteld uit gevestigde en voormalige leden van The Beach Boys en de bands van Jan & Dean, Frankie Valli en Brian Wilson. De oprichters waren Don Zirilli, Jim Rush, Jim Shippey en Steve Dromensk, die de bijnaam Stevie Surf aannam. Jaren droegen ze de naam Papa Do Run Da Run, voordat ze deze inkorten naar Papa Doo Run Run.
In 1973 ontmoetten ze en raakten ze bevriend met Dean Torrence van het duo Jan & Dean. Torrence kwam soms naar concerten en voegde enkele geloofwaardigheid toe aan hun act. In 1975 wilde Stevie Surf een meer komische richting bewandelen en verliet hij de band om een muzikaal komische act te formeren. De zangers/gitaristen Mark Ward en Jim Armstrong werden zijn vervanger. Beiden brachten nieuwe jeugdige elan in de band, dat werd aangetoond na hun eerste gezamenlijke concert op 4 juli 1975 in Palm Springs. Het concert werd gevolgd door een reeks shows in cheerleaderkampen door Californië.
Papa Doo Run Run werd bekend door hun hervertolkingen van de hits van The Beach Boys en Jan & Dean. Ze toerden door Noord-Amerika als openingsact en achtergrondband voor Jan & Dean tussen 1976 en 1980, maar ook als achtergrondband voor Jan & Dean in 1978 bij de biografische film Deadman's Curve voor CBS, die een soundtrack-album hadden met de band. In 1981 gingen ze van Jan & Dean naar een verbinding met The Beach Boys en hadden ze opnamen en optredens met leden van de band voor de volgende 20 jaar. De band had ook een 15-jarige verbintenis als de Celebrity House Band bij Disneyland in Californië vanaf 1975.
Papa Doo Run Run heeft nog steeds wereldwijd gemiddeld bijna 100 optredens per jaar, met de twee mede-oprichters Zirilli en Rush, die overleed in januari 2018. De band produceerde tien albums en een complete liveshow-dvd, zeven singles en twee ep's. In 2007 werd Papa Doo Run Run opgenomen in de North California Rock & Roll Hall of Fame. Ze werden in 2007 gekozen in hun thuisstad in de San Jose Rocks Hall of Fame.
Hun eerste grote plaatpublicatie Be True to Your School bij RCA Records in 1975, werd geproduceerd door Bruce Johnston van The Beach Boys en haalde de toppositie in de Billboard 200 in Californië. Hun cd California Project bij Telarc Records in 1985 haalde ook de Top 200-hitlijst (#17) en leverde de band hun tweede gouden plaat en een Grammy Award-nominatie op.

## Leden
De huidige (2019) leden zijn Don Zirilli, oorspronkelijk lid sinds 1965, Donny Goldberg (verving Jim Rush, die in 2018 overleed), Denny Hardwick, Bo Fox, Bobby Gothar en Adrian Baker. Voormalige leden en oprichters waren Jim Shippey, Steve Dromensk (1946-2010), Mark Ward, Jim Armstrong, Steve Barone, Andy Parker, Dan 'the man' McNamara, Jeffrey Foskett en Randell Kirsch. Veel opmerkelijke surfvertolkers hebben veelvuldig gespeeld met Papa Doo Run Run, de meest opmerkelijke Dean Torrence leidde tot zijn openbare reünie met Jan Berry (Jan & Dean), The Beach Boys, Brian Wilson, Carl Wilson, Mike Love, Bruce Johnston en de meervoudig acteur en drummer John Stamos.
Jim Rush overleed aan de gevolgen van kanker in januari 2018. Zijn plaats als basgitarist werd overgenomen door Donny Goldberg. Jeffrey Foskett, die sporadisch meedeed als zanger en ritmisch gitarist, is tegenwoordig Brian Wilsons muzikaal leider en lid van The Beach Boys tourneeband.

## Discografie

### Singles
- 1966: L.S.D. (Love Sounds Different)
- 1968: I've Got to Make It
- 1972: Sunshine Music
- 1975: Be True to Your School
- 1981: Lady Love
- 1982: California
- 1983: Tryin' to Keep the Summer Alive

### Albums
- 1979: Deadman's Curve (soundtrack van de film)
- 1983: Papa Doo Run Run (ep)
- 1985: California Project
- 1995: It's Alive
- 2000: Archeology XXXV
- 2001: Santa Cruz
- 2002: Blue Plate Special
- 2003: P6 (ep)
- 2004: On the Beach
- 2005: America's Music - California's Band
- 2007: Soundtrack 40+6
- 2008: Greenifornia

### Andere publicaties
- 2005: The Christmas Song (Chestnuts Roasting...) (web)
- 2006: 40th Anniversary DVD (live concert)
- 2006: We Wish You a Merry Christmas (web)
- 2008: Christmas Medley (web)
- 2009: Jingle Bell Rock (web)